# Eruguera de Sumba
L'eruguera de Sumba (Edolisoma dohertyi) és una espècie d'ocell de la família dels campefàgids (Campephagidae).

## Hàbitat i distribució
Habita els boscos de les illes de Flores i Sumba a l'oest de les Illes Petites de la Sonda.